# Rec d'en Massoni
El Rec d'en Massoni és un riu de Catalunya que neix a uns 122 metres d'altitud al Clot de la Dona Morta al Puig de Can Vilar Calonge, fins a desembocar poc després al Mar Mediterrani a la Platja de Can Cristos a Sant Antoni de Calonge a prop de a la frontera amb Platja d'Aro. És un torrent de tipus estacional amb un recorregut curt i accidentat que segueix una trajectòria oest-est i que recull una part de les aigües del barri de Treumal.